# 6 uur van Fuji 2022
De 6 uur van Fuji 2022 was de vijfde race van het FIA World Endurance Championship-seizoen 2022. De race werd verreden op 11 september 2022 op de Fuji Speedway nabij Oyama, Japan.
De race werd gewonnen door de Toyota Gazoo Racing #8 van Sébastien Buemi, Brendon Hartley en Ryō Hirakawa. De LMP2-klasse werd gewonnen door de WRT #31 van Robin Frijns, Sean Gelael en Dries Vanthoor. De LMP2 Pro-Am-klasse werd gewonnen door de AF Corse #83 van Nicklas Nielsen, François Perrodo en Alessio Rovera. De LMGTE Pro-klasse werd gewonnen door de AF Corse #51 van James Calado en Alessandro Pier Guidi. De LMGTE Am-klasse werd gewonnen door de TF Sport #33 van Henrique Chaves, Ben Keating en Marco Sørensen.

## Inschrijvingen
In de Hypercar-klasse sloeg Glickenhaus Racing de race over om kosten te besparen. In de LMP2-klasse moest Nico Müller in de #10 Vector Sport vervangen worden door Renger van der Zande, omdat eerstgenoemde dat weekend in de DTM reed. In de #31 WRT (LMP2) en de #54 AF Corse (LMGTE Am) misten René Rast en Nick Cassidy ook de race omdat zij in de DTM reden. Zij werden vervangen door respectievelijk Dries Vanthoor en Davide Rigon.

## Kwalificatie
Tijden vetgedrukt betekent de snelste tijd in die klasse.
| Pos. | Klasse      | No. | Team                      | Tijd      | Grid |
| ---- | ----------- | --- | ------------------------- | --------- | ---- |
| 1    | Hypercar    | 7   | Toyota Gazoo Racing       | 1:29.234  | 1    |
| 2    | Hypercar    | 8   | Toyota Gazoo Racing       | 1:29.254  | 2    |
| 3    | Hypercar    | 36  | Alpine Elf Team           | 1:29.446  | 3    |
| 4    | Hypercar    | 93  | Peugeot TotalEnergies     | 1:30.000  | 4    |
| 5    | Hypercar    | 94  | Peugeot TotalEnergies     | 1:30.152  | 5    |
| 6    | LMP2        | 38  | Jota                      | 1:31.649  | 6    |
| 7    | LMP2 Pro-Am | 83  | AF Corse                  | 1:31.929  | 7    |
| 8    | LMP2        | 41  | RealTeam by WRT           | 1:32.143  | 8    |
| 9    | LMP2        | 31  | WRT                       | 1:32.210  | 9    |
| 10   | LMP2        | 10  | Vector Sport              | 1:32.297  | 10   |
| 11   | LMP2        | 22  | United Autosports USA     | 1:32.337  | 11   |
| 12   | LMP2        | 23  | United Autosports USA     | 1:32.342  | 12   |
| 13   | LMP2        | 28  | Jota                      | 1:32.439  | 13   |
| 14   | LMP2        | 9   | Prema Orlen Team          | 1:32.479  | 14   |
| 15   | LMP2        | 1   | Richard Mille Racing Team | 1:32.529  | 15   |
| 16   | LMP2        | 34  | Inter Europol Competition | 1:32.800  | 16   |
| 17   | LMP2 Pro-Am | 45  | Algarve Pro Racing        | 1:32.879  | 17   |
| 18   | LMP2 Pro-Am | 35  | Ultimate                  | 1:33.155  | 18   |
| 19   | LMGTE Pro   | 92  | Porsche GT Team           | 1:36.371  | 19   |
| 20   | LMGTE Pro   | 51  | AF Corse                  | 1:36.566  | 20   |
| 21   | LMGTE Pro   | 91  | Porsche GT Team           | 1:36.800  | 21   |
| 22   | LMGTE Pro   | 52  | AF Corse                  | 1:36.851  | 22   |
| 23   | LMGTE Pro   | 64  | Corvette Racing           | 1:37.127  | 23   |
| 24   | LMGTE Am    | 33  | TF Sport                  | 1:39.309  | 24   |
| 25   | LMGTE Am    | 85  | Iron Dames                | 1:39.371  | 25   |
| 26   | LMGTE Am    | 71  | Spirit of Race            | 1:39.461  | 26   |
| 27   | LMGTE Am    | 777 | D'Station Racing          | 1:39.710  | 36   |
| 28   | LMGTE Am    | 46  | Team Project 1            | 1:39.796  | 27   |
| 29   | LMGTE Am    | 54  | AF Corse                  | 1:39.809  | 28   |
| 30   | LMGTE Am    | 56  | Team Project 1            | 1:39.853  | 29   |
| 31   | LMGTE Am    | 77  | Dempsey-Proton Racing     | 1:39.874  | 30   |
| 32   | LMGTE Am    | 88  | Dempsey-Proton Racing     | 1:40.052  | 31   |
| 33   | LMGTE Am    | 86  | GR Racing                 | 1:40.271  | 32   |
| 34   | LMGTE Am    | 21  | AF Corse                  | 1:40.418  | 33   |
| 35   | LMGTE Am    | 60  | Iron Lynx                 | 1:40.683  | 34   |
| 36   | LMGTE Am    | 98  | Northwest AMR             | Geen tijd | 35   |

## Uitslag
Winnaars in hun klasse zijn vetgedrukt; Hypercar is rood, LMP2 is blauw, LMGTE Pro is groen en LMGTE Am is oranje.
| Pos. | Klasse      | No. | Team                      | Coureurs                                               | Chassis                       | Banden | Ronden | Tijd/Reden  |
| Pos. | Klasse      | No. | Team                      | Coureurs                                               | Motor                         | Banden | Ronden | Tijd/Reden  |
| ---- | ----------- | --- | ------------------------- | ------------------------------------------------------ | ----------------------------- | ------ | ------ | ----------- |
| 1    | Hypercar    | 8   | Toyota Gazoo Racing       | Sébastien Buemi Brendon Hartley Ryō Hirakawa           | Toyota GR010 Hybrid           | M      | 232    | 6:01:23.341 |
| 1    | Hypercar    | 8   | Toyota Gazoo Racing       | Sébastien Buemi Brendon Hartley Ryō Hirakawa           | Toyota 3.5 L Turbo V6         | M      | 232    | 6:01:23.341 |
| 2    | Hypercar    | 7   | Toyota Gazoo Racing       | Mike Conway Kamui Kobayashi José María López           | Toyota GR010 Hybrid           | M      | 232    | +1:08.382   |
| 2    | Hypercar    | 7   | Toyota Gazoo Racing       | Mike Conway Kamui Kobayashi José María López           | Toyota 3.5 L Turbo V6         | M      | 232    | +1:08.382   |
| 3    | Hypercar    | 36  | Alpine Elf Team           | André Negrão Nicolas Lapierre Matthieu Vaxivière       | Alpine A480                   | M      | 230    | +2 ronden   |
| 3    | Hypercar    | 36  | Alpine Elf Team           | André Negrão Nicolas Lapierre Matthieu Vaxivière       | Gibson GL458 4.5 L V8         | M      | 230    | +2 ronden   |
| 4    | Hypercar    | 93  | Peugeot TotalEnergies     | Paul di Resta Mikkel Jensen Jean-Éric Vergne           | Peugeot 9X8                   | M      | 225    | +7 ronden   |
| 4    | Hypercar    | 93  | Peugeot TotalEnergies     | Paul di Resta Mikkel Jensen Jean-Éric Vergne           | Peugeot 2.6 L Turbo V6        | M      | 225    | +7 ronden   |
| 5    | LMP2        | 31  | Team WRT                  | Sean Gelael Robin Frijns Dries Vanthoor                | Oreca 07                      | G      | 225    | +7 ronden   |
| 5    | LMP2        | 31  | Team WRT                  | Sean Gelael Robin Frijns Dries Vanthoor                | Gibson GK428 4.2 L V8         | G      | 225    | +7 ronden   |
| 6    | LMP2        | 38  | Jota                      | Roberto González António Félix da Costa Will Stevens   | Oreca 07                      | G      | 224    | +8 ronden   |
| 6    | LMP2        | 38  | Jota                      | Roberto González António Félix da Costa Will Stevens   | Gibson GK428 4.2 L V8         | G      | 224    | +8 ronden   |
| 7    | LMP2        | 28  | Jota                      | Oliver Rasmussen Ed Jones Jonathan Aberdein            | Oreca 07                      | G      | 224    | +8 ronden   |
| 7    | LMP2        | 28  | Jota                      | Oliver Rasmussen Ed Jones Jonathan Aberdein            | Gibson GK428 4.2 L V8         | G      | 224    | +8 ronden   |
| 8    | LMP2        | 41  | RealTeam by Team WRT      | Rui Andrade Ferdinand Habsburg Norman Nato             | Oreca 07                      | G      | 224    | +8 ronden   |
| 8    | LMP2        | 41  | RealTeam by Team WRT      | Rui Andrade Ferdinand Habsburg Norman Nato             | Gibson GK428 4.2 L V8         | G      | 224    | +8 ronden   |
| 9    | LMP2        | 23  | United Autosports USA     | Oliver Jarvis Alex Lynn Josh Pierson                   | Oreca 07                      | G      | 224    | +8 ronden   |
| 9    | LMP2        | 23  | United Autosports USA     | Oliver Jarvis Alex Lynn Josh Pierson                   | Gibson GK428 4.2 L V8         | G      | 224    | +8 ronden   |
| 10   | LMP2        | 9   | Prema Orlen Team          | Robert Kubica Louis Delétraz Lorenzo Colombo           | Oreca 07                      | G      | 188    | +6 ronden   |
| 10   | LMP2        | 9   | Prema Orlen Team          | Robert Kubica Louis Delétraz Lorenzo Colombo           | Gibson GK428 4.2 L V8         | G      | 188    | +6 ronden   |
| 11   | LMP2        | 22  | United Autosports USA     | Philip Hanson Filipe Albuquerque Will Owen             | Oreca 07                      | G      | 224    | +8 ronden   |
| 11   | LMP2        | 22  | United Autosports USA     | Philip Hanson Filipe Albuquerque Will Owen             | Gibson GK428 4.2 L V8         | G      | 224    | +8 ronden   |
| 12   | LMP2        | 1   | Richard Mille Racing Team | Lilou Wadoux Paul-Loup Chatin Charles Milesi           | Oreca 07                      | G      | 223    | +9 ronden   |
| 12   | LMP2        | 1   | Richard Mille Racing Team | Lilou Wadoux Paul-Loup Chatin Charles Milesi           | Gibson GK428 4.2 L V8         | G      | 223    | +9 ronden   |
| 13   | LMP2        | 10  | Vector Sport              | Renger van der Zande Ryan Cullen Sébastien Bourdais    | Oreca 07                      | G      | 223    | +9 ronden   |
| 13   | LMP2        | 10  | Vector Sport              | Renger van der Zande Ryan Cullen Sébastien Bourdais    | Gibson GK428 4.2 L V8         | G      | 223    | +9 ronden   |
| 14   | LMP2 Pro-Am | 83  | AF Corse                  | François Perrodo Nicklas Nielsen Alessio Rovera        | Oreca 07                      | G      | 223    | +9 ronden   |
| 14   | LMP2 Pro-Am | 83  | AF Corse                  | François Perrodo Nicklas Nielsen Alessio Rovera        | Gibson GK428 4.2 L V8         | G      | 223    | +9 ronden   |
| 15   | LMP2        | 34  | Inter Europol Competition | Jakub Śmiechowski Alex Brundle Esteban Gutiérrez       | Oreca 07                      | G      | 222    | +10 ronden  |
| 15   | LMP2        | 34  | Inter Europol Competition | Jakub Śmiechowski Alex Brundle Esteban Gutiérrez       | Gibson GK428 4.2 L V8         | G      | 222    | +10 ronden  |
| 16   | LMP2 Pro-Am | 35  | Ultimate                  | Jean-Baptiste Lahaye Matthieu Lahaye François Heriau   | Oreca 07                      | G      | 221    | +11 ronden  |
| 16   | LMP2 Pro-Am | 35  | Ultimate                  | Jean-Baptiste Lahaye Matthieu Lahaye François Heriau   | Gibson GK428 4.2 L V8         | G      | 221    | +11 ronden  |
| 17   | LMGTE Pro   | 51  | AF Corse                  | Alessandro Pier Guidi James Calado                     | Ferrari 488 GTE Evo           | M      | 217    | +15 ronden  |
| 17   | LMGTE Pro   | 51  | AF Corse                  | Alessandro Pier Guidi James Calado                     | Ferrari F154CB 3.9 L Turbo V8 | M      | 217    | +15 ronden  |
| 18   | LMGTE Pro   | 52  | AF Corse                  | Miguel Molina Antonio Fuoco                            | Ferrari 488 GTE Evo           | M      | 217    | +15 ronden  |
| 18   | LMGTE Pro   | 52  | AF Corse                  | Miguel Molina Antonio Fuoco                            | Ferrari F154CB 3.9 L Turbo V8 | M      | 217    | +15 ronden  |
| 19   | LMGTE Pro   | 92  | Porsche GT Team           | Michael Christensen Kévin Estre                        | Porsche 911 RSR-19            | M      | 217    | +15 ronden  |
| 19   | LMGTE Pro   | 92  | Porsche GT Team           | Michael Christensen Kévin Estre                        | Porsche 4.2 L Flat-6          | M      | 217    | +15 ronden  |
| 20   | Hypercar    | 94  | Peugeot TotalEnergies     | Loïc Duval Gustavo Menezes James Rossiter              | Peugeot 9X8                   | M      | 217    | +15 ronden  |
| 20   | Hypercar    | 94  | Peugeot TotalEnergies     | Loïc Duval Gustavo Menezes James Rossiter              | Peugeot 2.6 L Turbo V6        | M      | 217    | +15 ronden  |
| 21   | LMGTE Pro   | 91  | Porsche GT Team           | Gianmaria Bruni Richard Lietz                          | Porsche 911 RSR-19            | M      | 216    | +16 ronden  |
| 21   | LMGTE Pro   | 91  | Porsche GT Team           | Gianmaria Bruni Richard Lietz                          | Porsche 4.2 L Flat-6          | M      | 216    | +16 ronden  |
| 22   | LMGTE Pro   | 64  | Corvette Racing           | Tommy Milner Nick Tandy                                | Chevrolet Corvette C8.R       | M      | 215    | +17 ronden  |
| 22   | LMGTE Pro   | 64  | Corvette Racing           | Tommy Milner Nick Tandy                                | Chevrolet 5.5 L V8            | M      | 215    | +17 ronden  |
| 23   | LMGTE Am    | 33  | TF Sport                  | Ben Keating Marco Sørensen Henrique Chaves             | Aston Martin Vantage AMR      | M      | 213    | +19 ronden  |
| 23   | LMGTE Am    | 33  | TF Sport                  | Ben Keating Marco Sørensen Henrique Chaves             | Aston Martin 4.0 L Turbo V8   | M      | 213    | +19 ronden  |
| 24   | LMGTE Am    | 85  | Iron Dames                | Rahel Frey Sarah Bovy Michelle Gatting                 | Ferrari 488 GTE Evo           | M      | 212    | +20 ronden  |
| 24   | LMGTE Am    | 85  | Iron Dames                | Rahel Frey Sarah Bovy Michelle Gatting                 | Ferrari F154CB 3.9 L Turbo V8 | M      | 212    | +20 ronden  |
| 25   | LMGTE Am    | 777 | D'Station Racing          | Satoshi Hoshino Tomonobu Fujii Charlie Fagg            | Aston Martin Vantage AMR      | M      | 212    | +20 ronden  |
| 25   | LMGTE Am    | 777 | D'Station Racing          | Satoshi Hoshino Tomonobu Fujii Charlie Fagg            | Aston Martin 4.0 L Turbo V8   | M      | 212    | +20 ronden  |
| 26   | LMGTE Am    | 54  | AF Corse                  | Thomas Flohr Francesco Castellacci Davide Rigon        | Ferrari 488 GTE Evo           | M      | 212    | +20 ronden  |
| 26   | LMGTE Am    | 54  | AF Corse                  | Thomas Flohr Francesco Castellacci Davide Rigon        | Ferrari F154CB 3.9 L Turbo V8 | M      | 212    | +20 ronden  |
| 27   | LMGTE Am    | 98  | Northwest AMR             | Paul Dalla Lana David Pittard Nicki Thiim              | Aston Martin Vantage AMR      | M      | 212    | +20 ronden  |
| 27   | LMGTE Am    | 98  | Northwest AMR             | Paul Dalla Lana David Pittard Nicki Thiim              | Aston Martin 4.0 L Turbo V8   | M      | 212    | +20 ronden  |
| 28   | LMGTE Am    | 46  | Team Project 1            | Matteo Cairoli Mikkel O. Pedersen Nicolas Leutwiler    | Porsche 911 RSR-19            | M      | 211    | +21 ronden  |
| 28   | LMGTE Am    | 46  | Team Project 1            | Matteo Cairoli Mikkel O. Pedersen Nicolas Leutwiler    | Porsche 4.2 L Flat-6          | M      | 211    | +21 ronden  |
| 29   | LMGTE Am    | 71  | Spirit of Race            | Franck Dezoteux Pierre Ragues Gabriel Aubry            | Ferrari 488 GTE Evo           | M      | 211    | +21 ronden  |
| 29   | LMGTE Am    | 71  | Spirit of Race            | Franck Dezoteux Pierre Ragues Gabriel Aubry            | Ferrari F154CB 3.9 L Turbo V8 | M      | 211    | +21 ronden  |
| 30   | LMGTE Am    | 56  | Team Project 1            | Takeshi Kimura Ollie Millroy Ben Barnicoat             | Porsche 911 RSR-19            | M      | 211    | +21 ronden  |
| 30   | LMGTE Am    | 56  | Team Project 1            | Takeshi Kimura Ollie Millroy Ben Barnicoat             | Porsche 4.2 L Flat-6          | M      | 211    | +21 ronden  |
| 31   | LMGTE Am    | 88  | Dempsey-Proton Racing     | Fred Poordad Patrick Lindsey Jan Heylen                | Porsche 911 RSR-19            | M      | 211    | +21 ronden  |
| 31   | LMGTE Am    | 88  | Dempsey-Proton Racing     | Fred Poordad Patrick Lindsey Jan Heylen                | Porsche 4.2 L Flat-6          | M      | 211    | +21 ronden  |
| 32   | LMGTE Am    | 21  | AF Corse                  | Simon Mann Christoph Ulrich Toni Vilander              | Ferrari 488 GTE Evo           | M      | 211    | +21 ronden  |
| 32   | LMGTE Am    | 21  | AF Corse                  | Simon Mann Christoph Ulrich Toni Vilander              | Ferrari F154CB 3.9 L Turbo V8 | M      | 211    | +21 ronden  |
| 33   | LMGTE Am    | 60  | Iron Lynx                 | Claudio Schiavoni Matteo Cressoni Giancarlo Fisichella | Ferrari 488 GTE Evo           | M      | 211    | +21 ronden  |
| 33   | LMGTE Am    | 60  | Iron Lynx                 | Claudio Schiavoni Matteo Cressoni Giancarlo Fisichella | Ferrari F154CB 3.9 L Turbo V8 | M      | 211    | +21 ronden  |
| 34   | LMP2 Pro-Am | 45  | Algarve Pro Racing        | Steven Thomas James Allen René Binder                  | Oreca 07                      | G      | 199    | +33 ronden  |
| 34   | LMP2 Pro-Am | 45  | Algarve Pro Racing        | Steven Thomas James Allen René Binder                  | Gibson GK428 4.2 L V8         | G      | 199    | +33 ronden  |
| 35   | LMGTE Am    | 86  | GR Racing                 | Ben Barker Riccardo Pera Michael Wainwright            | Porsche 911 RSR-19            | M      | 193    | +39 ronden  |
| 35   | LMGTE Am    | 86  | GR Racing                 | Ben Barker Riccardo Pera Michael Wainwright            | Porsche 4.2 L Flat-6          | M      | 193    | +39 ronden  |
| DNF  | LMGTE Am    | 77  | Dempsey-Proton Racing     | Christian Ried Sebastian Priaulx Harry Tincknell       | Porsche 911 RSR-19            | M      | 128    | Aandrijving |
| DNF  | LMGTE Am    | 77  | Dempsey-Proton Racing     | Christian Ried Sebastian Priaulx Harry Tincknell       | Porsche 4.2 L Flat-6          | M      | 128    | Aandrijving |

## Tussenstanden na wedstrijd
Hypercar (coureurs)
| Pos | Coureur                                          | Punten |
| --- | ------------------------------------------------ | ------ |
| 1   | Sébastien Buemi Brendon Hartley Ryō Hirakawa     | 121    |
| 2   | André Negrão Nicolas Lapierre Matthieu Vaxivière | 121    |
| 3   | Mike Conway Kamui Kobayashi José María López     | 95     |
| 4   | Olivier Pla Romain Dumas                         | 70     |
| 5   | Pipo Derani                                      | 47     |

Hypercar (constructeurs)
| Pos | Constructeur | Punten |
| --- | ------------ | ------ |
| 1   | Toyota       | 147    |
| 2   | Alpine       | 121    |
| 3   | Glickenhaus  | 70     |
| 4   | Peugeot      | 24     |

LMGTE (coureurs)
| Pos | Coureur                            | Punten |
| --- | ---------------------------------- | ------ |
| 1   | Alessandro Pier Guidi James Calado | 120    |
| 2   | Michael Christensen Kévin Estre    | 109    |
| 3   | Gianmaria Bruni                    | 106    |
| 4   | Richard Lietz                      | 96     |
| 5   | Antonio Fuoco Miguel Molina        | 93     |

LMGTE (constructeurs)
| Pos | Constructeur | Punten |
| --- | ------------ | ------ |
| 1   | Ferrari      | 216    |
| 2   | Porsche      | 215    |
| 3   | Chevrolet    | 75     |

LMP2 (coureurs)
| Pos | Coureur                                              | Punten |
| --- | ---------------------------------------------------- | ------ |
| 1   | António Félix da Costa Roberto González Will Stevens | 114    |
| 2   | Oliver Jarvis Josh Pierson                           | 86     |
| 3   | Rui Andrade Ferdinand Habsburg Norman Nato           | 80     |
| 4   | Sean Gelael Robin Frijns                             | 78     |
| 5   | Lorenzo Colombo Louis Delétraz Robert Kubica         | 76     |

LMP2 (teams)
| Pos | Nr | Team                  | Punten |
| --- | -- | --------------------- | ------ |
| 1   | 38 | Jota                  | 114    |
| 2   | 23 | United Autosports USA | 86     |
| 3   | 41 | RealTeam by WRT       | 80     |
| 4   | 31 | WRT                   | 78     |
| 5   | 9  | Prema Orlen Team      | 76     |

LMP2 Pro-Am (coureurs)
| Pos | Coureur                                              | Punten |
| --- | ---------------------------------------------------- | ------ |
| 1   | François Perrodo Nicklas Nielsen Alessio Rovera      | 139    |
| 2   | Steven Thomas James Allen René Binder                | 131    |
| 3   | Jean-Baptiste Lahaye Matthieu Lahaye François Heriau | 102    |
| 4   | Miroslav Konôpka                                     | 60     |
| 5   | Bent Viscaal Tristan Vautier                         | 30     |

LMP2 Pro-Am (teams)
| Pos | Nr | Team               | Punten |
| --- | -- | ------------------ | ------ |
| 1   | 83 | AF Corse           | 139    |
| 2   | 45 | Algarve Pro Racing | 131    |
| 3   | 35 | Ultimate           | 102    |
| 4   | 44 | ARC Bratislava     | 60     |

LMGTE Am (coureurs)
| Pos | Coureur                                          | Punten |
| --- | ------------------------------------------------ | ------ |
| 1   | Ben Keating Marco Sørensen                       | 123    |
| 2   | Paul Dalla Lana David Pittard Nicki Thiim        | 103    |
| 3   | Henrique Chaves                                  | 95     |
| 4   | Christian Ried Sebastian Priaulx Harry Tincknell | 77     |
| 5   | Rahel Frey                                       | 69     |

LMGTE Am (teams)
| Pos | Nr | Team                  | Punten |
| --- | -- | --------------------- | ------ |
| 1   | 33 | TF Sport              | 123    |
| 2   | 98 | Northwest AMR         | 103    |
| 3   | 77 | Dempsey-Proton Racing | 77     |
| 4   | 85 | Iron Dames            | 69     |
| 5   | 54 | AF Corse              | 49     |